# Callostoma soror
Callostoma soror är en tvåvingeart som beskrevs av Friedrich Hermann Loew 1873. Callostoma soror ingår i släktet Callostoma och familjen svävflugor. Inga underarter finns listade i Catalogue of Life.